# Arreglo de Locarno
El Arreglo de Locarno que establece una Clasificación Internacional para los Dibujos y Modelos Industriales, conocido de manera breve como Arreglo de Locarno, es un tratado internacional firmado en Locarno, Suiza el 8 de octubre de 1968, el cual establece una clasificación común para los dibujos y modelos industriales de propiedad industrial, a través de una lista de clases y subclases y una lista alfabética de productos que pueden ser objeto de dibujos y modelos. Dicha clasificación es conocida como Clasificación de Locarno.
El arreglo fue modificado el 28 de septiembre de 1979 y hasta agosto de 2023 tenía 62 países firmantes.Cualquier estado parte en el Convenio de París para la Protección de la Propiedad Industrial de 1883 puede adherirse al Arreglo de Locarno. El tratado es administrado por Organización Mundial de la Propiedad Intelectual (OMPI) quién también se encarga de la publicación de la clasificación.
El arreglo también establece una unión particular de los países firmantes conocida como Unión de Locarno y un Comité Especial cuya función principal es la revisión periódica de la Clasificación de Locarno.Dicha revisión desde 2017 es bianual.

## Clasificación de Locarno
Conforme al texto del arreglo (artículo 2.1), la clasificación "sólo tendrá por sí misma un carácter administrativo" y "no obliga a los países de la Unión particular ni en cuanto a la naturaleza ni en cuanto al alcance de la protección del dibujo o modelo en esos países".
La Clasificación de Locarno contiene:
- una lista de clases y subclases;
- una lista alfabética de productos que constituyen dibujos o modelos industriales, con indicación de las clases y subclases en las que están ordenados;
- notas explicativas.

En su versión más reciente, la número 14, publicada en 2023, la Clasificación de Locarno poseía 32 clases, cada una con sus subclases; por su parte, la lista alfabética de productos posee más de 5,000 entradas en inglés.